# Liste des biens culturels d'importance nationale dans le canton de Glaris

Blason du canton de Glaris.

Cette liste présente les biens culturels d'importance nationale dans le canton de Glaris. Cette liste correspond à l'édition 2009 de l'Inventaire Suisse des biens culturels d'importance nationale (Objets A) pour le canton de Glaris. Il est trié par commune et inclus : 30 bâtiments séparés, 7 collections et 4 sites archéologiques.

## Inventaire par commune
| Photo | Objet                                                                       | Type | Type | Type | Type | Type | Type | Type | Adresse                  | Commune     | Coordonnées                      |
| Photo | Objet                                                                       | A    | Arch | B    | E    | M    | O    | S    | Adresse                  | Commune     | Coordonnées                      |
| ----- | --------------------------------------------------------------------------- | ---- | ---- | ---- | ---- | ---- | ---- | ---- | ------------------------ | ----------- | -------------------------------- |
|       | Vieille ville de Glaris (moyenâgeuse et moderne)                            | A    |      |      |      |      |      |      |                          | Glaris      | 47° 02′ 28″ nord, 9° 04′ 11″ est |
|       | Gare de Glaris, halle des marchandises, remise à locomotives et de platine  |      |      |      |      |      | O    |      | Bahnhofplatz             | Glaris      | 47° 02′ 24″ nord, 9° 04′ 17″ est |
|       | Ancienne école supérieure de ville avec bibliothèque et archives cantonales |      | Arch | B    | E    |      |      |      | Hauptstrasse 60          | Glaris      | 47° 02′ 29″ nord, 9° 04′ 02″ est |
|       | Palais de justice et pavillons latéraux                                     |      |      |      | E    |      |      |      | Spielhof 6               | Glaris      | 47° 02′ 31″ nord, 9° 04′ 01″ est |
|       | Maison Brunner                                                              |      |      |      | E    |      |      |      | Im Sand 9                | Glaris      | 47° 02′ 21″ nord, 9° 04′ 02″ est |
|       | Maison in der Wiese                                                         |      |      |      | E    |      |      |      | Wiesli 5                 | Glaris      | 47° 02′ 32″ nord, 9° 03′ 47″ est |
|       | Maison Schuler-Ganzoni avec parc                                            |      |      |      |      |      | O    |      | Gerichtshausstrasse 58   | Glaris      | 47° 02′ 27″ nord, 9° 03′ 50″ est |
|       | Arsenal cantonal                                                            |      |      |      | E    |      |      |      | Landstrasse 38           | Glaris      | 47° 02′ 39″ nord, 9° 03′ 46″ est |
|       | Musée des arts de Glaris                                                    |      |      |      | E    |      |      |      | Volksgarten              | Glaris      | 47° 02′ 19″ nord, 9° 04′ 17″ est |
|       | Église réformée de Glaris avec présbytères réformé et catholique            |      |      |      |      |      | O    |      | Sandstrasse              | Glaris      | 47° 02′ 25″ nord, 9° 03′ 55″ est |
|       | Complexe industriel et comptoir Jenny & Co.                                 |      |      |      |      |      | O    |      | Fabrikstrasse 7, 9       | Glaris      | 47° 02′ 14″ nord, 9° 04′ 30″ est |
|       | Bibliothèque G.T. Mandl-Stiftung                                            |      |      | B    |      |      |      |      | Kreuzbühlstrasse 68      | Glaris      | 47° 03′ 52″ nord, 9° 03′ 31″ est |
|       | Centrale électrique sur la Löntsch                                          |      |      |      | E    |      |      |      |                          | Glaris      | 47° 03′ 24″ nord, 9° 02′ 57″ est |
|       | Stählihaus                                                                  |      |      |      | E    |      |      |      | Grünhag 30               | Glaris      | 47° 03′ 31″ nord, 9° 02′ 57″ est |
|       | Manoir Milt (« Maison Elsener »)                                            |      |      |      | E    |      |      |      | Elsenerstrasse 12        | Glaris Nord | 47° 08′ 43″ nord, 9° 01′ 23″ est |
|       | Tour de garde romaine Vor dem Wald                                          | A    |      |      |      |      |      |      |                          | Glaris Nord | 47° 07′ 17″ nord, 9° 07′ 06″ est |
|       | Manoir Haltli                                                               |      |      |      | E    |      |      |      | Kerenzerstrasse 19       | Glaris Nord | 47° 05′ 55″ nord, 9° 04′ 30″ est |
|       | Maison Zwicky                                                               |      |      |      | E    |      |      |      | Vorderdorfstrasse 59     | Glaris Nord | 47° 05′ 24″ nord, 9° 04′ 28″ est |
|       | Forge                                                                       |      |      |      | E    |      |      |      | Kohlplatz                | Glaris Nord | 47° 06′ 57″ nord, 9° 10′ 19″ est |
|       | Freulerpalast et musée du pays glaronais                                    |      |      |      |      | M    | O    |      | Bahnhofstrasse 2         | Glaris Nord | 47° 05′ 57″ nord, 9° 03′ 49″ est |
|       | Église catholique St. Hilarius                                              |      |      |      | E    |      |      |      | Avenue                   | Glaris Nord | 47° 06′ 02″ nord, 9° 03′ 50″ est |
|       | Mittelalterliche Letzi                                                      | A    |      |      |      |      |      |      |                          | Glaris Nord | 47° 06′ 05″ nord, 9° 03′ 55″ est |
|       | Industriesiedlung Jenny & Co.                                               |      |      |      | E    |      |      |      | Ziegelbrücke             | Glaris Nord | 47° 07′ 59″ nord, 9° 03′ 44″ est |
|       | Bergeten (mittelalterliche Alpwüstung)                                      | A    |      |      |      |      |      |      |                          | Glaris Sud  | 46° 56′ 33″ nord, 8° 58′ 08″ est |
|       | Maison Ortstock                                                             |      |      |      | E    |      |      |      | Braunwaldalp Unterstafel | Glaris Sud  | 46° 56′ 53″ nord, 8° 58′ 36″ est |
|       | Maison Gross                                                                |      |      |      | E    |      |      |      | Dorfstrasse              | Glaris Sud  | 46° 55′ 10″ nord, 9° 10′ 21″ est |
|       | Maison Suworow                                                              |      |      |      | E    |      |      |      | Dorf                     | Glaris Sud  | 46° 55′ 12″ nord, 9° 10′ 22″ est |
|       | Maison Zentner                                                              |      |      |      | E    |      |      |      | Dorfstrasse              | Glaris Sud  | 46° 55′ 09″ nord, 9° 10′ 19″ est |
|       | Collections scientifiques cantonales                                        |      |      |      |      | M    |      |      | Bergen                   | Glaris Sud  | 46° 59′ 09″ nord, 9° 09′ 07″ est |
|       | Filature Daniel Jenny & Co.                                                 |      |      |      |      |      | O    |      |                          | Glaris Sud  | 46° 59′ 05″ nord, 9° 03′ 36″ est |
|       | Pantenbrücke                                                                |      |      |      |      |      | O    |      |                          | Glaris Sud  | 46° 52′ 08″ nord, 8° 58′ 55″ est |
|       | Maison Sunnezyt                                                             |      |      |      | E    |      |      |      | Hauptstrasse 18          | Glaris Sud  | 46° 56′ 57″ nord, 9° 01′ 44″ est |
|       | Maison Brummbach                                                            |      |      |      | E    |      |      |      | Brummbach 36             | Glaris Sud  | 46° 57′ 16″ nord, 9° 10′ 12″ est |
|       | Maison Steggut                                                              |      |      |      | E    |      |      |      | Brummbach 21             | Glaris Sud  | 46° 57′ 13″ nord, 9° 10′ 11″ est |
|       | Maison Schiffmeister (Maison Schönenberger)                                 |      |      |      | E    |      |      |      | Rain 3                   | Glaris Sud  | 47° 00′ 37″ nord, 9° 04′ 41″ est |
|       | Archives économiques cantonales                                             |      | Arch |      |      | M    |      |      | Mühlestrasse 19/III      | Glaris Sud  | 46° 59′ 39″ nord, 9° 04′ 41″ est |

1. ↑  Légende des différents types de biens :
  - A : Archéologie
  - Arch : Archive
  - B : Bibliothèque
  - E : Objet unique
  - M : Musée
  - O : Objets multiples
  - S : Cas particulier